# 서사하라 충돌 (2020년~현재)
2020년 서사하라 충돌은 모로코 왕국과 서사하라 분쟁 지역의 폴리사리오 전선에 의한 유엔에서 대표되는 자칭 사하라 아랍 민주 공화국(SADR) 사이의 무력 충돌이다. 이는 주로 모로코가 차지하고 있지만 20~25%는 SADR이 관리하는 이 지역에서 해결되지 않은 분쟁이 확대된 것이다. 이번 폭력 사태로 분쟁을 해결할 자결 국민투표를 기대하며 29년 동안 유지해 온 양측 간의 휴전이 끝났다. 1991년 서사하라에서 유엔 국민투표 대표단이 설립됐음에도 불구하고 국민투표는 실시되지 않았다.
모로코와 폴리사리오 전선 사이의 긴장은 2020년 10월 중순 사라위 평화 시위대가 모로코가 점령한 서사하라와 사하라 이남 아프리카를 연결하는 논란의 여지가 있는 도로를 막으면서 더욱 깊어졌다. 시위자들은 게르게라트(Guerguerat)라는 작은 마을 근처의 도로에 진을 쳤는데, 그곳은 UN이 감시하는 폭 5km의 완충지대를 통과한다. 논란에도 불구하고 이 경로는 경제적 중요성이 커져서 시위로 인해 모리타니아 국경에서 약 200명의 모로코 트럭 운전사들이 발이 묶였다. MINURSO에 따르면, 모로코와 폴리사리오는 10월 말 이 지역 근처에 군대를 배치했으며, 모리타니 군대는 폴리사리오 전선이 통제하는 모로코와의 국경을 따라 위치를 강화했다.
11월 13일, 모로코는 게르게라트 근처의 시위대를 진압하고 물품과 사람의 자유로운 이동을 회복하기 위해 베름에서 서사하라의 비무장 완충지대까지 군사 작전을 시작했다. 폴리사리오 전선은 모로코의 군사 작전이 1990년대 휴전 협정을 위반했다는 점을 지적하며 유엔의 개입을 촉구했으며, 더욱이 모로코 보안군이 완충지대에서 비무장 민간인에게 총격을 가했다고 비난했다. 모로코는 양측 간 무력 충돌이 있었다는 사실을 부인하고 휴전은 유지됐다고 밝혔으나 사드(SADR) 당국은 휴전 종료를 선언했다. 같은 날 충돌은 모로코 장벽을 따라 퍼졌고, 모로코는 알 마바스(Al Mahbes) 근처에서 사라위(Sahrawi)의 침입을 격퇴했다고 주장했다. SADR은 다음날 모로코에 전쟁을 선포했다. 분쟁이 시작된 이래 양국은 대규모 동원을 시작했으며 SADR 국방부는 모로코 장벽을 따라 군사 목표에 매일 폭격을 가하고 있다고 주장한다. 이는 1991년 이후 이 지역에서 발생한 첫 대규모 충돌이다.